# Дом Кукол
«Дом Кукол» — российская рок-группа из Казани.

## История
Группа существует с 1997 года. Первоначальный состав коллектива:
- Дмитрий Сычёв
- Арсений Сычёв
- Сергей Даренских
- Влад Алексеев
- Эдуард Миндубаев

В 1997 году группа представляет Кировский район Казани на региональном фестивале «Юная звезда» (ныне «Созвездие»). На финальном концерте с песней «Горят тылы» коллектив занимает первое место. Через некоторое время к группе присоединяется Ирина Кромм (бэк-вокал), которая привносит элементы фолк-музыки в композиции группы.
В 1999 году Дом Кукол принимает участие в рок-фестивале «Равноденствие».
В 2000 году коллектив приступает к записи своего первого альбома на студии звукозаписи «Volga-production».
Осенью 2000 году выходит дебютный альбом группы «Страх Пустоты» и демонстрируется первый видеоклип. Выход альбома освещается средствами массовой информации. Песни с альбома берут на ротацию радиостанции «Настроение», «Волга-радио», «Пассаж», «Булгар-FM». Видеоклип неоднократно транслируется на телеканалах «Эфир» и ГТРК «Татарстан». Несколько экземпляров альбома отправляются в Москву и Санкт-Петербург, откуда вскорости поступают предложения выступить сначала в Дворце культуры имени Горбунова («Горбушка») в Москве, потом на фестивале «Третья Волна» в Санкт-Петербурге.
Музыка Дома Кукол сочетает тяжелый драйв, зрелую лирику, ломаные ритмические рисунки. Музыканты группы продолжают эксперименты со звуком, органично вплетая в замысловатые аранжировки электронную составляющую. Стиль группы можно охарактеризовать как рок с элементами электронной музыки, сочетающий в себе как тяжёлые «боевики», так и мелодичные, распевные баллады. В целом, все песни весьма разнообразны и по стилю, и по смыслу — о любви, жизни, эмоциях, взаимоотношениях, мистике, вплоть до абстрактных и фантастических сюжетов. Разумеется, на подобное разнообразие повлияла и длительная история коллектива, группа так или иначе шла в ногу со временем, при этом оставаясь верной своему «фирменному» звучанию и, конечно, незабываемому вокалу, отмеченному самим Борисом Гребенщиковым. Олег Грабко в своё время охарактеризовал группу, как «новую надежду русского рока». Общеизвестную песню «Ходить по небу» — без ложной скромности, визитную карточку «Дома Кукол» — перепела группа «Операция Пластилин», кавер вошёл в альбом «Голодным и злым» и исполняется на концертах. Также песни «Дома Кукол» можно услышать на концертах друзей — группы «Обе-Рек».
Группа выпустила шесть полнометражных студийных альбомов, один EP и два сингла. Треки с них попали на сборники «FUZZ- охота 10», «Special Radio – 6,7,8,10», «Рок-обзор», а также в фильм «Строптивая мишень». Третий альбом «Считая девушек в голубых джинсах» выпущен лейблом «Мистерия Звука» в 2008 году. Альбом «8 писем на другой конец радуги» группа представила в 2014 году. Вместе с обновленным составом в 2017 году изменился и звук - музыканты стали экспериментировать с электроникой. EP «Сундук Мертвеца» выпустила компания «Navigator records» 15 октября 2018 года. 12 декабря 2019 года «Navigator records» выпускает пятый полноразмерный студийный альбом группы - «Космонавтика». В записи альбома помимо основного состава коллектива приняли участие также известные музыканты популярных российских групп «Торба-на-круче» и ВИА «Волга-Волга», что получило свое отражение в двух уникальных, по своей космической природе, дуэтах. Трек «Мотоциклисты» попал в ротацию радиостанции «ПитерФМ». 2 июня 2022 года увидел свет ЕР «Алло». Помимо заглавной песни, в релиз вошёл дуэт с Денисом Михайловым (группа «Обе-Рек»). Летом 2022 музыканты начали запись шестого студийного альбом «Внутренний лес», выход которого запланирован на начало декабря. Осенью у группы появилась новая выпускающая компания - легендарный Moroz Records, и был переиздан весь каталог группы. 11 ноября на Moroz records вышел новый сингл «Джельсомино», записанный в дуэте с Андреем Грейчайником, лидером группы ДОРОГИ МЕНЯЮТ ЦВЕТ.
7 декабря 2022 года Moroz records выпустила «Внутренний Лес» – это шестой студийный альбом группы. Тот самый лес, который музыканты старательно растили почти два года. В работе над альбомом приняли участие известные музыканты, такие как лидер группы «Обе-Рек» Денис Михайлов, лидер группы «Дороги Меняют Цвет» Андрей ГрейЧайник, певица Ирина Кромм, Софья Багаутинова.

ДК выступали на многих крупных фестивалях. Вот лишь некоторые из них: «Сотворение Мира» (Казань), «Рок-держава» (Москва), «Равноденствие» (Казань), «Крылья» (Казань), «Удар» (Киров), «Шторм» (Казань), XIV Байк-слет (г.Ирбит), шоу в спорткомплексе «Олимпийский» вместе с «Агата Кристи», «Ляпис Трубецкой» и «Браво», «FIFA FAN FEST», «УLЕТАЙ».
Сейчас группа активно выступает во многих городах России.

## Состав
По состоянию на 2024 год группа гастролирует в составе пяти человек:
- Дмитрий Сычёв — вокал, акустическая гитара
- Олег Бурилов — гитара, клавишные
- Ярослав Крутов — бас-гитара
- Максим Мусин — ударные
- Аскар Мингазов - звукооператор

Непосредственное участие в жизни группы принимают:
- Арсений Сычёв — клавишные, программирование
- Ирина Кромм — вокал, бэк-вокал

Бывшие участники проекта:
- Ильдар Субаев (2003—2010) — бас-гитара
- Олег Романов (2009—2010) — гитара, клавишные
- Александр Аблаев (2010—2016) — ударные
- Тимур Хайрутдинов (2003—2010) — ударные
- Сергей Даренских (1999—2003) — ударные
- Влад Алексеев (1999—2003) — ритм-гитара
- Эдуард Миндубаев (1999—2002) — соло-гитара
- Осипов Денис (2003—2013) — директор группы
- Андрей Проскуряков (2003—2017) — гитара
- Денис Стеценко (2010—2018) — бас-гитара
- Руслан Мухаметзянов (2020—2023) — барабаны
- Сергей Каргин (2018—2022)— бас-гитара

## Дискография
- 2000 — Страх Пустоты LP
- 2002 — Не Разбирать И Не Давать Детям LP
- 2007 — Считая девушек в голубых джинсах (D.I.Y версия) LP
- 2008 — Считая девушек в голубых джинсах (лейбл: Мистерия Звука) LP
- 2010 — Глаза Гвиниверы (проект «Братья Сычевы»; аудиокнига) LP
- 2014 — Восемь писем на другой конец радуги LP
- 2018 — Сундук Мертвеца EP
- 2019 — Космонавтика LP
- 2022 — Алло (сингл, feat. Обе-Рек)
- 2022 — Джельсомино (сингл, feat. ДМЦ)
- 2023 — Внутренний Лес LP